# Giải Bruno Kreisky
Le Prix Bruno-Kreisky là một giải thưởng của Áo được thiết lập vào tháng 10 năm 1976 nhân kỷ niệm sinh nhật lần thứ 65 của Bruno Kreisky. Giải thưởng được trao mỗi 2 năm một lần cho những người hoạt động trong lãnh vực nhân quyền. Số tiền thưởng là từ 3.500 tới 15.000 euro. Một ban giám khảo quốc tế sẽ tuyển chọn những người đoạt giải.

## Các người hoặc tổ chức đoạt giải

### 2017
- Aslı Erdoğan, Thổ Nhĩ Kỳ
- Wolfgang Kaleck, Đức
- Queer Base, Áo
- Haus Liebhartstal UMF, Áo

### 2015
- Vian Dakhil, Iraq[1]
- Marijana Grandits, Áo[1]
- Nachbarinnen in Wien, Áo[1]

### 2013
- Bogaletch Gebre, Ethiopia
- Mazen Darwish, Syria
- Cecily Corti, Áo

### 2011
- ASPIS, Áo
- ESRA, Áo
- Hemayat, Áo

### 2007
- Gao Zhisheng, Trung Quốc
- Jovan Mirilo, Serbia
- ZARA, Áo
- Manfred Nowak, Áo
- Kofi Annan, Tổng Thư ký Liên Hợp Quốc

### 2005
- Nadja Lorenz, Áo
- Georg Bürstmayr, Áo
- Andrej Sannikau, Belarus

### 2002
- Franz König, Áo
- Ute Bock, Áo
- Amira Hass, Israel / Palestine
- Trung tâm nhân quyền Palestine, Palestine

### 2000
- Radhika Coomaraswamy, Sri Lanka
- Centre de Belgrade pour les droits de l’homme, Serbia và Montenegro
- Projet NGO, Áo
- Karlheinz Böhm, Áo / Ethiopia

### 1997
- Abbas Amir Entezam, Iran
- Emily Lau, Hồng Kông
- Uri Avnery, Israel
- Ivan Zvonimir Cicak, Croatia
- Otto Tausig, Áo
- Willi Resetarits, Áo
- Österreichisches Netzwerk gegen Armut, Áo

### 1995
- Sumaya Farhat Naser, Palestine
- Sergej Adamowitsch Kowaljow, Nga
- Ken Saro-Wiwa, Nigeria
- Leyla Zana, Thổ Nhĩ Kỳ

### 1993
- Abe J. Nathan, Israel
- La Voix indigène de Canela, Brasil
- Gani Fawehinmi, Nigeria
- Nicolae Gheorghe, România
- Christine Hubka, Áo
- Gertrud Hennefeld, Áo
- Georg Sporschill S.J., România

### 1991
- Bärbel Bohley, Đức
- Congress of South African Trade Unions, Nam Phi
- Yael Dayan, Israel
- Faisal Husseini, Palestine
- Centre international pour la paix au Moyen-Orient, Israel / Palestine
- Insan Haklari Dernegi, Thổ Nhĩ Kỳ
- Horst Kleinschmidt, Nam Phi / Vương quốc Anh
- Komitee Cap Anamur, Đức
- Felicia Langer, Israel
- Paulinho Paiakan Kayapoo, Brasil
- Ständiges Komitee fürnationalen Dialog, Salvador
- Poznán Human Rights Center, Ba Lan
- Dschalal Talabani, Bản mẫu:Syrie / Iraq
- Alfredo Vázquez Carrizosa, Colombia
- Anti-Apartheid-Bewegung, Áo
- CARE, Áo
- Flughafensozialdienst, Áo
- Liesl Frankl, Áo
- Frauensolidarität, Áo]
- Gesellschaft für bedrohte Völker, Áo
- Erwin Kräutler, Brasil
- Österreichisches Rotes Kreuz, Áo
- „Wissenschaftsladen" der Universität Linz, Áo
- Hilfskomitee für Flüchtlinge in Österreich, Áo

### 1988
- Frère Betto, Brasil
- Benazir Bhutto, Pakistan
- Latif Dori, Israel
- Comité pour le dialogue israélo-palestinien, Israel
- Anton Lubowski, Namibia
- Sergio Ramírez Mercado, Nicaragua
- Claudia Vilanek, Áo
- Leonidas Eduardo Proaño Villalba, Ecuador
- Fond Chaim Sheba du Centre Médical Tel Hashomer, Áo
- Gesellschaft für österreichisch-arabische Beziehungen, Áo
- Greenpeace, Áo
- GAM, Guatemala
- Fédération internationale Helsinki, Áo
- Hòa bình và Công lý, Ủy ban Hàn Quốc, Hàn Quốc
- Học viện Xã hội Công giáo, Áo
- Comité pour l’aide sociale et médicale pour les Palestiniens, Áo
- Neve Shalom Wahat al-Salam, Israel
- Union nationale des travailleurs, Salvador
- Verein für die Geschichte der Arbeiterbewegung, Áo

### 1986
- Stiftung Bruno Kreisky Archiv, Áo
- Wiener Institut für Entwicklung und Zusammenarbeit, Áo
- Herbert Amry, Áo
- Österreichisches Institut für Friedensforschung und Erziehung, Áo
- Komitee der Mütter der Verschwundenen, Salvador
- Menschenrechtskommission, Guatemala
- Österreichische Flüchtlingshilfe, Áo
- Internationale des historiens du mouvement travailliste
- Maison juive arabe de Beth Berl, Israel
- Erich Weisbier, Áo

### 1984
- Hilfskomitee für Nicaragua, Áo
- Österreichische Volkshilfe, Áo
- Österreichische Liga für Menschenrechte, Áo
- Freunde der Universität Tel-Aviv, Áo
- Vicaría de la Solidaridad, Chile
- Oswald Amstler, Áo
- Raymond Hunthausen, Hoa Kỳ
- Muzaffer Saraç, Thổ Nhĩ Kỳ
- Shulamit Aloni, Israel
- Luiz Inácio Lula da Silva, Brasil
- Pater Leopold Ungar, Áo
- Yolanda Urízar Martínez de Aguilar, Guatemala
- Marianella García Villas, Salvador

### 1981
- Simha Flapan, Israel
- Raymonda Tawil, Israel
- Nelson Mandela, Nam Phi
- Rosa Jochmann, Áo
- Domitila Barrios de Chungara, Bolivia
- Enrique Álvarez Córdoba, Salvador
- Kim Chi-ha, Hàn Quốc
- Kim Dae-jung, Hàn Quốc
- Histadrut, Israel
- Fondation pour une entraide intellectuelle européenne, Pháp
- Orlando Fals Borda, Colombia
- Felix Ermacora, Áo

### 1979
- Issam Sartawi, Palestine
- Aryeh Eliav, Israe}
- Miguel Obando y Bravo, Nicaragua
- Raúl Silva Henríquez, Chile
- Hildegard Goss-Mayr, Áo
- Christiaan Frederick Beyers Naudé, Nam Phi
- Amnesty International Nhóm II, Áo
- Amnesty International Phân khu Áo, Áo
- Comité des droits de l’homme
- Union internationale du commerce, Áo